# 3287 Olmstead
A 3287 Olmstead (ideiglenes jelöléssel 1981 DK1) egy marsközeli kisbolygó. Schelte J. Bus fedezte fel 1981. február 28-án.